# 西オーストラリア放射線カプセル紛失事件
西オーストラリア放射線カプセル紛失事件（にしオーストラリアほうしゃせんカプセルふんしつじけん）は2023年1月10日から1月16日にかけて、西オ－ストラリア州でセシウム137を含む放射性カプセルが紛失された事件。カプセルはトラックでニューマン近郊のリオ・ティント社のGudai-Darri鉱山からパース郊外のマラガにある貯蔵所へ輸送されている途中に行方不明になった。

## カプセルの様子
カプセルの大きさは6mm×8mmで、鉄鉱石の採掘で密度を測定するためのゲージの一部として使用されているものだった。カプセル内には19ギガベクレル（GBq）を放出するセシウム137のセラミック放射線源が含まれていた。

## 経過
2023年1月10日、パースで修理作業のため、カプセルの梱包が行われた。
1月11日から1月14日にかけてリオ・ティント社のGudai-Darri鉱山から輸送のために出発した。その後、1月16日にパースに到着したカプセルの入った荷物は、安全な倉庫に入れられた。しかし、1月25日に開梱して点検したところ、4本の取り付けボルトのうち1本とゲージのネジがすべて紛失しており、カプセル本体も紛失していた。当局は、輸送中の振動でボルトが緩み、そのボルト穴からカプセルが落下したと推測している。
1月25日夜、消防救急局（DFES）は西オーストラリア州警察からカプセルが行方不明となったという報告を受けた。
西オーストラリア州最高保健責任者アンドリュー・ロバートソンは緊急記者会見を開き、消防救急局は1月27日に「緊急公衆衛生警告」を発した。一般市民には、カプセルを発見したら5メートルの安全距離を保つよう警告し、最近グレートノーザンハイウェイを利用したドライバーには、タイヤの溝に詰まっている場合に備えて車のタイヤをチェックするように求められた。
捜索には、オーストラリア放射線防護原子力安全局、州警察、消防救急局、オーストラリア原子力科学技術機構が協力した。
結果、2月1日、ニューマンから南に74km離れた地点で、カプセルは捜索隊によって発見された。これは、カプセルから放出された放射線を検出装置が検知したことで発見された。

## 反応
同国のアンソニー・アルバニージー首相は西オーストラリア州における放射性物質の紛失に対する罰則が低いと批判した。
カプセルの発見は、メディアや当局によって「needle in a haystack（干し草の中の針）」の発見と例えられた。